# Малая Слуда
Малая Слуда  — деревня в Сыктывдинском районе Республики Коми в составе сельского поселения  Часово. 

## География
Расположена на правобережье Вычегды на расстоянии примерно 42 км по прямой от районного центра села Выльгорт на север.  

## История
Появилась в XIX веке в связи с разделением исходной деревни Слуда на Малую и Большую Слуду.

## Население
Постоянное население  составляло 132 человека (коми 55%, русские 41%) в 2002 году, 134 в 2010 .